# OF-40
Der OF-40 ist ein in Italien entwickelter Kampfpanzer, der ausschließlich für den Export bestimmt war.

## Vorgeschichte
Anfang der 1970er-Jahre erwarben die italienischen Hersteller OTO Melara und Fiat die Lizenz, 1000 deutsche Leopard-1-Kampfpanzer für das italienische Heer zu bauen. Nachteilig war, dass der Lizenzvertrag den Weiterverkauf an Drittstaaten untersagte. Das führte dazu, dass die italienischen Konstrukteure zwar den Leopard zum Vorbild nahmen, auf dieser Grundlage jedoch einen völlig neuen Panzer konstruierten. So entstand der OF-40.

## Technik
Der OF-40 war ein Hauptkampfpanzer der zweiten Generation. Mit einem Gewicht von 45 Tonnen war er etwas schwerer als der Leopard, aber gleich stark motorisiert. Das führte zu einer etwas geringeren Geschwindigkeit. Laufwerk und Rollenkonstruktion wurden vom Leopard 1 übernommen. Der Panzer erhielt die Lizenzfertigung der L7-Kanone. Die Kanone war durch den Einsatz eines digitalen Zielrechners, eines Laserentfernungsmessers und eines stabilisierten optischen Visiers sehr treffsicher. Ein System zur Turmstabilisierung wurde allerdings erst in der Version Mk 2, die etwas später auf den Markt kam, eingebaut. Der OF-40 war mit 60 km/h nicht sehr schnell, mit seinem 1000-Liter-Tank verfügte der Panzer über eine Reichweite von 600 km.

## Einsatz
Auch wenn der OF-40 nicht zur ersten Garde der modernen Kampfpanzer gehört, so ist er doch in einem Gefecht ein respektabler Gegner. Obwohl wahrscheinlich gerade kleinere Staaten ein Interesse an diesem Fahrzeug haben sollten, blieb die Nachfrage aus. Der einzige Auftrag kam aus den Vereinigten Arabischen Emiraten, die 36 Stück bestellten.